# Goewin
Nella mitologia gallese, Goewin è la vergine che tiene nel suo grembo i piedi di Math fab Mathonwy.
Nel quarto ramo del Mabinogion, Gilfaethwy la rapisce con l'aiuto del fratello Gwydion, entrambi nipoti di Math. Scoperto che Goewin ha perso la verginità, Math la sposa per evitarle il disonore e punisce i nipoti trasformandoli per tre anni in tre coppie di animali diversi.